# ماركوس كوتش
ماركوس كوتش (بالإسبانية: Marcos Couch)‏ هو متسلق جبال أرجنتيني، ولد في 14 يونيو 1960 في بوينس آيرس في الأرجنتين.